# Nemegtosaurus pachi
Nemegtosaurus pachi es una especie dudosa del género extinto Nemegtosaurus ("lagarto de Nemegt") de dinosaurio saurópodo titanosauriano, que vivió a finales del período Cretácico, hace aproximadamente 83 y 65 millones de años, en el Campaniense y el Maastrichtiense, en lo que hoy es Asia. N. pachi, fue descrita en 1977, pero es considerada como dudosa por Dong d en 1977 sobre la base de los dientes IVPP V.4879 , pero es un nomen dubium.